# Power Trio (Live)
Albums de Louis Bertignac
Longtemps
(2005) Grizzly (ça c'est vraiment moi)
(2011)
Power Trio (Live) est un double album live de Louis Bertignac sorti en 2006, qui fait suite à la tournée :
- 2005-2006 Longtemps Tour en « power trio » : avec Cyril Denis (basse) et Hervé Koster (batterie) ;
- Édition CD double et DVD comprenant chacun des extraits différents.

Concept du trio « emprunté » à Jimi Hendrix (The Jimi Hendrix Experience), ou encore à Cream, participation sur quelques dates du sitariste népalais virtuose Bijaya Vaidya.

## Titres de l'album

### Disque 1
1. Rêves
2. Oubliez-moi
3. 2 000 nuits
4. Je joue
5. Audimat
6. Cendrillon 2006 (extrait So Lonely)
7. Le matin au réveil
8. Blue Suede Shoes
9. Vas-y guitare
10. Les frôleuses
11. Help!
12. Ces idées-là
13. Cœur ouvert
14. J'ai rendez-vous là-haut
15. Rock'n'Roll
16. Hygiaphone

### Disque 2
1. Hey Joe
2. I'm Down
3. Dead Flowers
4. Jumpin' Jack Flash
5. Helter Skelter
6. Midnight Rambler
7. Won't Get Fooled Again
8. Sous la pluie
9. Téléphomme
10. Ca, c'est vraiment toi
11. Un autre monde